# Calle de Juan de Segovia
La calle de Juan de Segovia es una vía pública de la ciudad española de Segovia.

## Descripción
La vía discurre desde la plaza de la Tierra hasta la avenida del Acueducto. Mariano Sáez y Romero, que en Las calles de Segovia (1918) admite que pueden existir dudas sobre el personaje concreto al que honra con el título, la describe con las siguientes palabras:

Juan de Segovia.—Parte de la plazuela de la Casa de la Tierra y sale a la de San Clemente. Es un callejón estrecho que sigue uno de los lados del edificio de la Comunidad de la Tierra y llamado así, en recuerdo del hijo de esta Ciudad, cardenal Juan de Segovia. Puede haber la duda de a qué Juan de Segovia hace referencia, pues son tres los de este nombre de brillante recuerdo; es además un pseudónimo muy socorrido de muchos segovianos que han escrito asuntos de esta comarca, y también hubo un notable pintor de marina de este nombre. Hemos de concretarnos a los tres primeros. Juan de Segovia fué un dominico que nació en 1531 y vivió hasta 1594, escritor, orador y catedrático. Otro Juan de Segovia vivió en el siglo XIII, señor de las Vegas, regidor de la Ciudad, y fué procurador de las Cortes de Toleda en 1538, en donde se presentó con ostentación y lujo. Y otro Juan de Segovia, fué una lumbrera del Concilio de Basilea, cardenal, lo que luego renunció; escritor notabilísimo y que nació a fines del siglo XIV en 1390, y es indudable que el Juan de Segovia, de esta calle, es este benemérito segoviano, gloria de la Iglesia y de la Ciudad. Obispo Cesariense, retirado en un apartado monasterio, tradujo y refutó los errores del Alcorán y parece que murió fuera de España. Fué justamente encomiado por varias celebridades y escribió mucho y bueno sobre varios de los asuntos en que intervino en su brillante vida.
(Sáez y Romero, 1918, p. 101)